# Anne François de Montmorency-Luxembourg
Pour les autres membres de la famille, voir Maison de Montmorency.
Anne François de Montmorency-Luxembourg (9 décembre 1735 - 22 mai 1761), duc de Montmorency (titre de courtoisie), baron de Jaucourt en Champagne, comte de Tancarville et de Gournai, marquis de Seignelai. Fils de Charles II Frédéric de Montmorency-Luxembourg
Il est fait colonel du régiment de Touraine le 1er février 1749, brigadier d'infanterie le 22 juillet 1759 et capitaine des gardes du corps

## Ascendance
Hugues Capet → Robert II de France → Henri Ier de France → Philippe Ier de France → Louis VI de France → Robert Ier de Dreux → Alix de Dreux → Gertrude de Nesle-Soissons → Bouchard VI de Montmorency → Mathieu III de Montmorency → Mathieu IV de Montmorency → Jean Ier de Montmorency → Charles Ier de Montmorency → Jacques de Montmorency → Jean II de Montmorency → Louis de Montmorency-Fosseux → Rolland de Montmorency-Fosseux → Claude de Montmorency-Fosseux → François Ier de Montmorency-Hallot → Louis de Montmorency-Bouteville → François de Montmorency-Bouteville → François-Henri de Montmorency-Bouteville → Charles Ier Frédéric de Montmorency-Luxembourg → Charles II Frédéric de Montmorency-Luxembourg → Anne François de Montmorency-Luxembourg

## Mariage et descendance
Le 17 février 1752, Anne François épouse Louise Françoise Pauline de Montmorency-Luxembourg, fille de Charles François Christian, prince de Tingry. De ce mariage sont nés:
- Mathieu Frédéric de Montmorency (22 octobre 1756 - 17 juin 1761)
- Charlotte Anne Françoise de Montmorency-Luxembourg (17 novembre 1757 - 24 mars 1829), épouse le 21 septembre 1767 Anne Léon II de Montmorency-Fosseux
- Madeleine Angélique (1759 - 27 janvier 1775)